# Ora di Bombay
L'ora di Bombay è stato un fuso orario esistito in India, tra 1884 e 1955.
Corrispondeva all'ora solare media di Bombay (attualmente Mumbai), in anticipo di 4 ore e 51 minuti rispetto al GMT, 39 minuti in ritardo rispetto all'Indian Standard Time.
Il fuso orario fu creato alla Conferenza internazionale dei meridiani nel 1884, quando si decise di dividere l'India in due fusi orari: la parte ovest con l'ora di Bombay e quella est con l'ora di Calcutta (attualmente Kolkata).
L'India adottò un fuso orario unico (l'Indian Standard Time, a GMT+5:30) il 1º gennaio 1906. L'ora di Bombay continuò tuttavia a essere utilizzata nella regione fino al 1955.